# Rong Wongsawan
Narong Wongsawan, bekend onder zijn schrijversnaam Rong Wongsawan (Provincie Chainat, 20 mei 1932 - Chiang Mai (Provincie Chiang Mai), 15 maart 2009) was een Thais schrijver. Narong schreef vele boeken in verschillende genres waarin hij voor een groot deel gebruikmaakte van zijn eigen levenservaringen.
Rong, zoals hij zichzelf noemde, werd geboren in de provincie Chainat en ging naar school in Ratchaburi en in Bangkok naar de Amnuay Silpa school. Hij studeerde later aan de Triam Udom Suksa School in Bangkok waar hij vanaf gestuurd werd na een meningsverschil met een leraar.
Tijdens zijn leven heeft hij vele verschillende banen gehad, van stuurman op een schip tot schrijver. De Thaise 'Nationale Cultuur Commissie' riep hem in de jaren 90 uit tot nationaal artiest op het gebied van literatuur.